# Рідгаузен
Рідгаузен (нім. Riedhausen) — громада в Німеччині, знаходиться в землі Баден-Вюртемберг. Підпорядковується адміністративному округу Тюбінген. Входить до складу району Равенсбург.
Площа — 8,42 км2. Населення становить 720 ос. (станом на 31 грудня 2020).